# Pristinai Egyetem
A Pristinai Egyetem (albánul: Universiteti i Prishtinës, szerbül: Универзитет у Приштини / Univerzitet u Prištini) egy állami egyetem, amely a koszovói Pristinában található. A Pristinai Egyetem a város legnagyobb és legrégebbi egyeteme, amelyet a 20. században alapítottak. Az egyetemnek számos kara van: a Bölcsészettudományi Kar, a Jogi és Közgazdasági Kar, a Mérnöki Kar és az Orvosi Kar. Az egyetem címerében az egyetem neve latin nyelven olvasható: Universitas Studiorum Prishtiniensis. 
A Pristinai Egyetem Koszovó térségében a legfontosabb egyetemként működik. Tagja az Európai Egyetemi Szövetségnek. Kapcsolatot tart fenn nyugat-európai és amerikai egyetemekkel és intézményekkel. A Pristinai Egyetem a legmagasabb rangú albán nyelvű egyetem Európában. Az Universiteti i Prishtinës egy nonprofit állami felsőoktatási intézmény, amely a közepes méretű Pristina város (500 000–1 000 000 lakos között) városi környezetében található, Koszovói Köztársaságban. Ennek az intézménynek fióktelepei is vannak a következő hely(ek)ben: Gjilan, Pejë, Prizren, Ferizaj, Gjakovë, Mitrovicë. A Koszovói Köztársaság Oktatási, Tudományos és Technológiai Minisztériuma (Oktatási, Tudományos és Technológiai Minisztérium, Koszovói Köztársaság) által hivatalosan akkreditált és/vagy elismert Pristinai Egyetem koedukációs felsőoktatási intézmény. A Pristinai Egyetem olyan kurzusokat és programokat kínál, amelyek hivatalosan elismert felsőoktatási fokozatokhoz vezetnek, például alapképzéshez, mesterképzéshez, doktori fokozathoz több tanulmányi területen.

## Története
A Pristinai Egyetemet Koszovó Szocialista Autonóm Tartományában, a Szerbiai Szocialista Köztársaságban, Jugoszláviában, Pristinában alapították, az első tanév az 1969–1970-es volt, az egyetem 1999-ig működött. A politikai felfordulás, háború, az egyik vagy másik etnikum tanárai, az etnikumok közötti nagy különbségek miatt, két azonos nevű, szétválasztott intézményre szakadt, bár pusztán az etnikai identitás tükrözése érdekében. 
Az albán nyelvű tevékenység a mai napig folytatódik Pristinában, míg a szerb, a Pristinai Egyetem Észak-Mitrovicában található, ahol továbbra is fenntartja helyét a szerb oktatási rendszerben.